# Solanum cyaneopurpureum
Solanum cyaneopurpureum är en potatisväxtart som beskrevs av De Wild. Solanum cyaneopurpureum ingår i släktet skattor som ingår i familjen potatisväxter. Inga underarter finns listade i Catalogue of Life.